# Kiev Challenger 1999
Il Kiev Challenger 1999 è stato un torneo di tennis facente parte della categoria ATP Challenger Series nell'ambito dell'ATP Challenger Series 1999. Il torneo si è giocato a Kiev in Ucraina dal 7 al 12  settembre 1999 su campi in terra rossa.

## Vincitori

### Singolare
Emilio Benfele Álvarez ha battuto in finale  Andrej Stoljarov con il punteggio di 6–1, 6–2

### Doppio
Simon Aspelin /  Johan Landsberg hanno battuto in finale  Gábor Köves /  Thomas Strengberger con il punteggio di 6–3, 4–6, 6–2